# ریون‌وود (میزوری)
ریون‌وود (به انگلیسی: Ravenwood) یک شهر در ایالات متحده آمریکا است که در شهرستان نوداوای، میزوری واقع شده‌است. ریون‌وود ۰٫۷۰ کیلومتر مربع مساحت و ۴۴۰ نفر جمعیت دارد و ۳۱۴ متر بالاتر از سطح دریا واقع شده‌است.